# Mycosphaerella sedicola
Mycosphaerella sedicola är en svampart som tillhör divisionen sporsäcksvampar, och som beskrevs av Franz Petrak. Mycosphaerella sedicola ingår i släktet Mycosphaerella, och familjen Mycosphaerellaceae. Arten är reproducerande i Sverige.